# Осман, Раман
Абдул Раман Магомед Осман (англ. Abdool Raman Mahomed Osman, 29 августа 1902—1992) — генерал-губернатор Маврикия с 27 декабря 1972 года по 31 октября 1977 года. В 1973 году был посвящён в рыцари.
В честь него назван колледж имени сэра Абдула Рамана Османа, находящийся в Вакоа-Фениксе.